# Декстер, Эллиот
Адельберт Эллиот Декстер (англ. Elliott Dexter; 29 марта 1870, Галвестон (Техас) — 21 июня 1941, Амитивилль, Нью-Йорк) — американский актёр театра и немого кино.
Театральную карьеру начал с игры в водевилях.
В 45-летнем возрасте стал сниматься в кино. В 1919 году перенёс инсульт, который вызвал частичный паралич. Играл с характерной хромотой. Ушёл из кинематографа в 1925 году. За 10 лет сыграл в 59 фильмах.
В 1915 году женился на голливудской актрисе немого кино Мари Доро, с которой, не имея детей, развёлся в 1922 году.
Имеет Звезду на Голливудской «Аллее славы».

## Избранная фильмография
- Helene of the North (1915)
- The Masqueraders (1915)
- Diplomacy (1916)
- Daphne and the Pirate (1916)
- The Heart of Nora Flynn (1916)
- The American Beauty (1916)
- An International Marriage (1916)
- Общественное мнение (1916)
- The Victory of Conscience (1916)
- The Lash (1916)
- The Plow Girl (1916)
- Lost and Won (1917)
- Castles for Two (1917)
- Приливы с Барнегат (1917)
- A Romance of the Redwoods (1917)
- The Inner Shrine (1917)
- The Rise of Jennie Cushing (1917)
- The Eternal Temptress (1917)
- Woman and Wife (1918)
- The Whispering Chorus (1918)
- Old Wives for New (1918)
- We Can’t Have Everything (1918)
- The Girl Who Came Back (1918)
- Women’s Weapons (1918)
- The Squaw Man (1918)
- Не меняйте мужа (1919)
- Maggie Pepper (1919)
- И в радости, и в горе (1919)
- A Daughter of the Wolf (1919)
- Вот моя жена (1920)
- Something to Think About (1920)
- The Witching Hour (1921)
- The Affairs of Anatol (1921)
- Forever (1921)
- Не говори ничего (1921)
- Grand Larceny (1922)
- Enter Madame (1922)
- Adam’s Rib (1923)
- Mary of the Movies (1923)
- Only 38 (1923)
- The Common Law (1923)
- Пылкая юность (1923)
- The Spitfire (1924)
- Hello, 'Frisco (1924)
- The Fast Set (1924)
- The Age of Innocence (1924)
- The Triflers (1924)
- Высшая мера (1925)